# Vicelinuskerk (Neumünster)
De Vicelinuskerk (Duits: Vicelinkirche) is een luthers kerkgebouw in het centrum van de Noord-Friese plaats Neumünster (Sleeswijk-Holstein). Het kerkgebouw werd in de jaren 1829-1834 gebouwd op een stuk grond waaromheen het riviertje de Schwale een lus maakt. De Vicelinuskerk geldt als de meest prominente vertegenwoordiger van neoclassicistische kerkenbouw in Sleeswijk-Holstein. Het ontwerp voor de kerk werd gemaakt door de gerenommeerde Deense architect Christian Frederik Hansen. In de periode 1897-1919 deed de kerk eveneens dienst als garnizoenskerk voor het Sleeswijk-Holsteinse infanterie-regiment nr. 163.

## Bouw

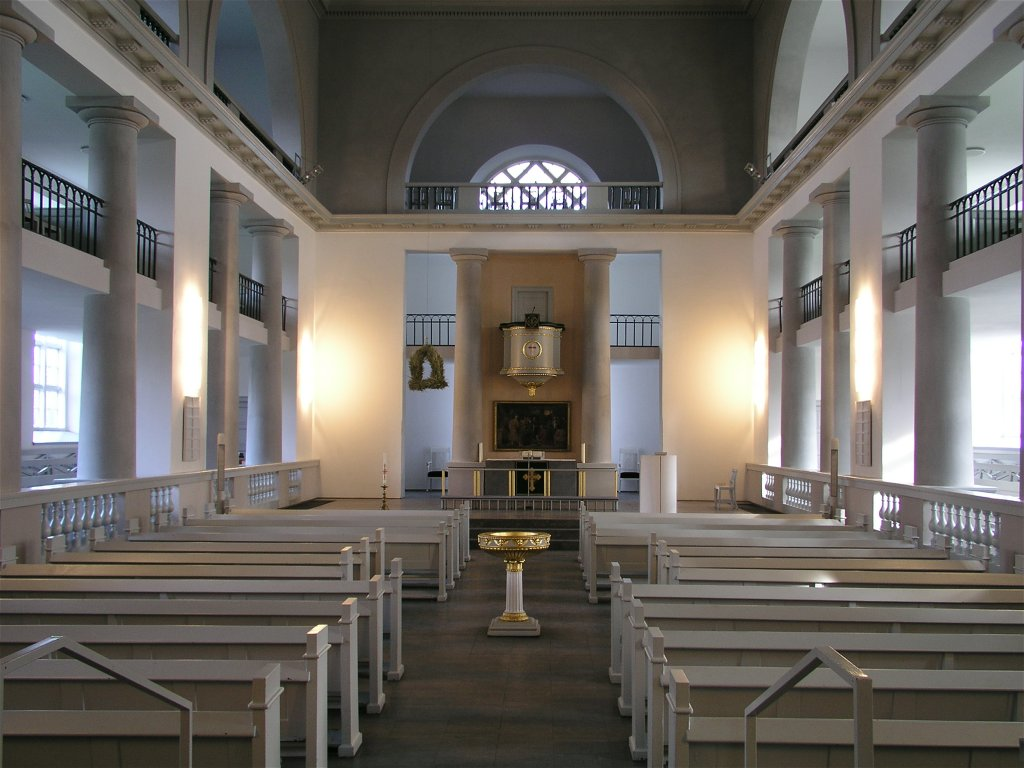
Interieur

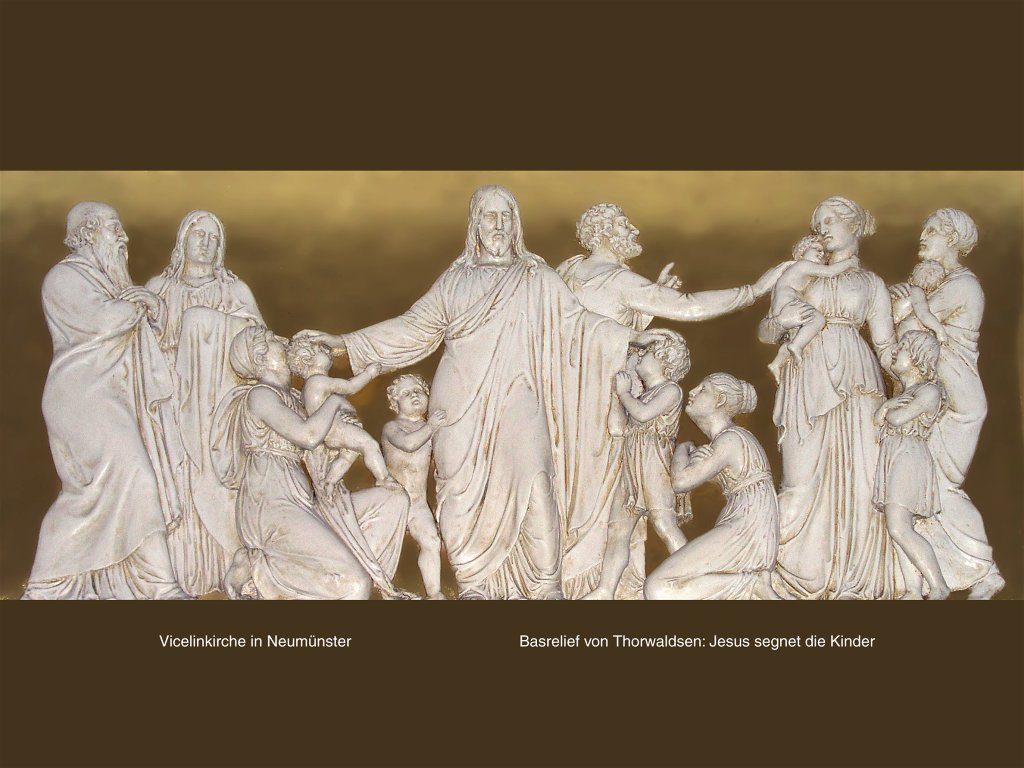
Reliëf Bertel Thorvaldsen

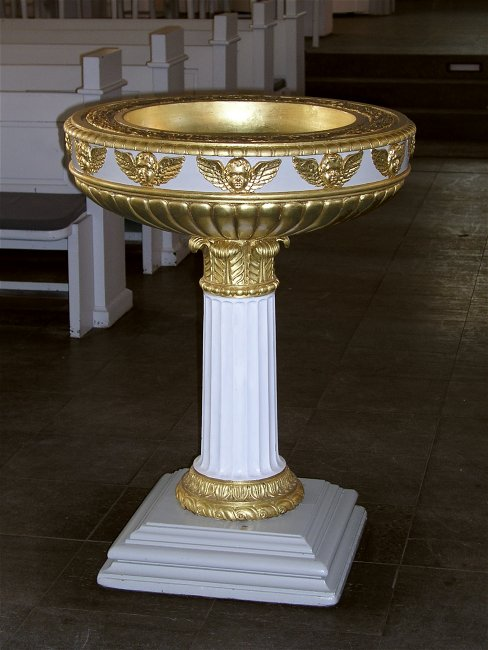
Doopvont

De kerk is van gele baksteen opgetrokken. De kleur van de steen is niet gebruikelijk in de streek, maar werd bewust gekozen, zodat de kerk tegen de omliggende bebouwing van rode baksteen beter af zou steken. Het effect ging echter teniet in de jaren 1970, toen het muurwerk van veel omliggende huizen eveneens van gele baksteen werd voorzien. Het kerkgebouw bezit een schilddak en een westelijke toren, die gedeeltelijk in het kerkgebouw staat. De toren wordt afgesloten met een koepel op een cilindrisch lantaarn waarboven een kruis staat. Boven de rechthoekige vensters van de zijmuren van het kerkschip zijn iets bredere halfronde vensters aangebracht. De vensters liggen tussen risalieten, die boven in een halfronde vorm overgaan.

## Geschiedenis
Een eerste kerk op de plaats was waarschijnlijk een eenvoudig houten kerkgebouw. In 1127 stichtte de monnik Vicelinus in Neumünster een Augustijns koorherenstift om daar vanuit missie in het noorden te bedrijven. Iets later werd in de lus van de Schwale een stenen kerk gebouwd, die men wijdde aan Bartholomeus. De stad Neumünster werd vernoemd naar dit novum monasterium. Overvallers, leden  van niet-christelijke Slavische volkeren,  verrichtten herhaaldelijk plunderingen in het stift, maar steeds volgde herstel.
Het stift werd in 1330 verplaatst naar Bordesholm, maar Neumünster bleef een klooster en in de 16e eeuw woonden er nog ongeveer evenveel monniken als in het hoofdklooster. Na de Reformatie bleef de Bartholomeuskerk nog eeuwenlang de parochiekerk van Neumünster. Maar in het jaar 1762 was de kerk al dermate bouwvallig geworden, dat de klok uit de verankering viel en op de kerk neerstortte. Daarna werd eerst de toren en vervolgens in 1811 de hele kerk gesloopt.
Het kerkgebouw werd in de jaren 1829-1834 vervangen door nieuwbouw die de naam Vicelinuskerk kreeg. Het streng classicistische ontwerp is afkomstig van de invloedrijke Kopenhaagse architect Christian Frederik Hansen, die o.a. eveneens de Onze-Lieve-Vrouwekerk in de Deense hoofdstad ontwierp.

## Interieur
In de torenhal boven de ingang van de kerk is een albasten reliëf van 90 x 160 cm aangebracht. Het stamt uit het atelier van Bertel Thorvaldsen en toont de Bijbelse scène, waarin Jezus de kinderen tegen de wil van de discipelen met de volgende woorden zegent: Laat de kinderen tot Mij komen en verhindert ze niet; want voor zodanigen is het Koninkrijk Gods (Lucas 18:16-17).
Het middenschip van het drieschepige gebouw is van een cassettenplafond voorzien en wordt door dorische zuilen van de zijschepen afgebakend. De beide zijschepen hebben dubbele galerijen.
Het altaar en de kansel vormen één geheel. Tussen twee dorische zuilen staat een eenvoudige altaartafel met daarboven de kanselkuip. Tussen de altaartafel en de kanselkuip hangt een olieverfschilderij van Detlev Conrad Blunck met de voorstelling van Jezus Die de voeten van Zijn discipelen wast.
Het laat-classicistische houten doopvont staat in het midden van het hoofdschip. Onbekend is de datum en de maker van het doopvont. Zeker is dat het doopvont vroeger in Kopenhagen stond, mogelijk in de Slotkerk. De zilveren doopschaal uit 1763 is van binnen verguld.